# Palazzo Santacroce alla Regola

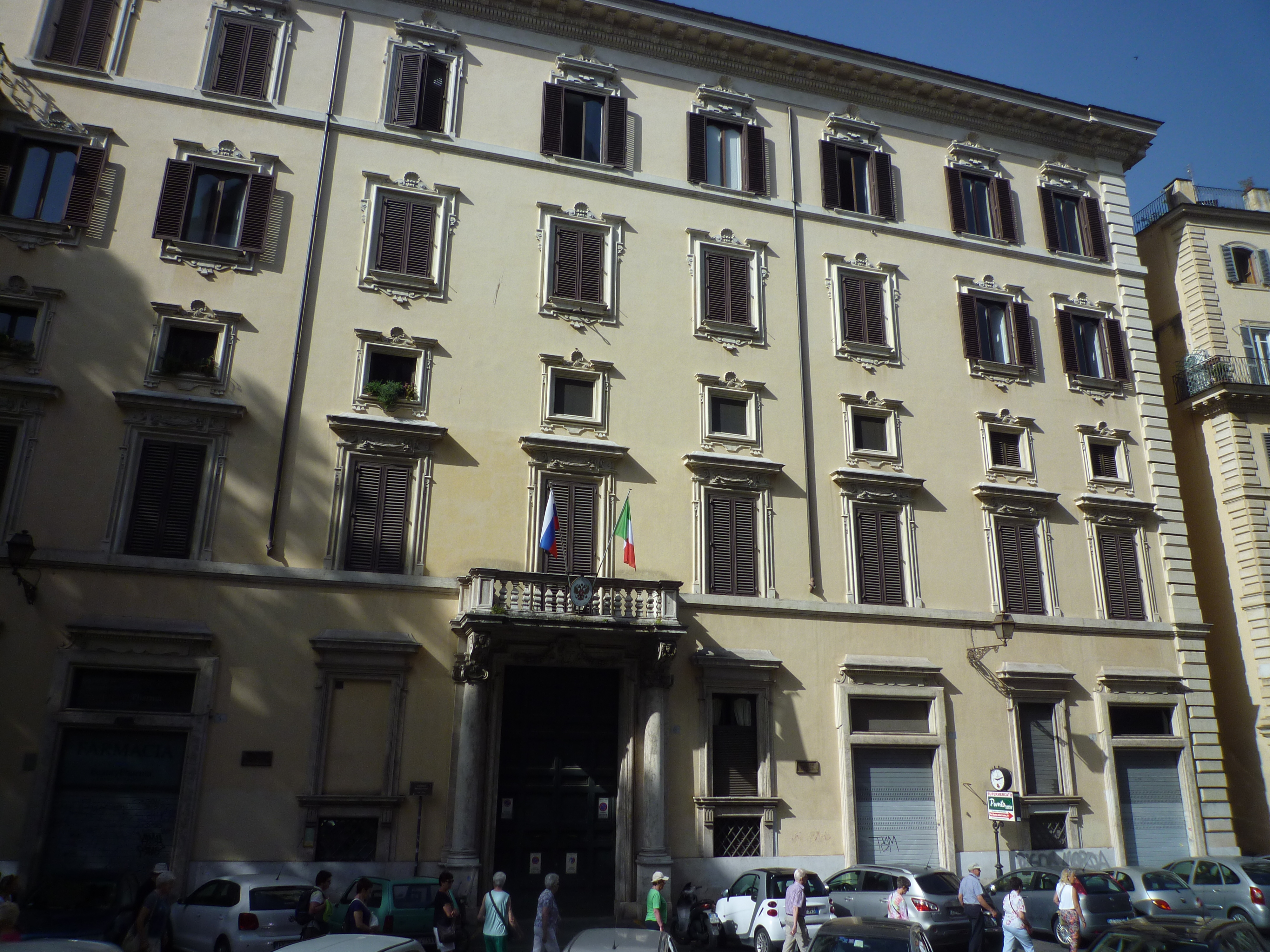
Vista do palácio.

Palazzo Santacroce alla Regola, conhecido também como Palazzo Santacroce Pasolini ou Palazzo Pasolini dall'Onda, é um palácio barroco localizado na Piazza Benedetto Cairoli, no rione Regola de Roma, perto da igreja de San Carlo ai Catinari.

## História
Os Santacroce eram uma das mais antigas famílias de Roma, com residências principalmente no rione Sant'Angelo, onde estava seu elegante palácio renascentista. No século XVI, a família enriqueceu graças ao cardeal Prospero Santacroce, que introduziu o uso do tabaco nos Estados Papais. Seus herdeiros tiveram um grande papel na sua comercialização e conseguiram construir um grande palácio em frente da igreja de San Carlo ai Catinari, uma vizinhança bastante movimentada. O projeto do palácio foi de Carlo Maderno, no que trabalhou até o final de 1602 por encomenda de Onorio Santacroce. A construção foi assumida em 1630 por Francesco Peparelli para o marquês valerio e continuou até 1640. Depois Giovanni Antonio De Rossi trabalhou por encomenda do cardeal Marcello  Santacroce uma série de obras entre 1659 e 1668, finalizando a fachada na Via dei Catinari. Este último projetou também o pequeno jardim anexo. Similar ao que foi feito no Palazzo Spada, uma fonte provia uma bela vista aos que estavam no pátio do palácio.
Em 1723, Ludovico Gregorini e seu filho Domenico Gregorini terminaram a fachada na Via San Carlo ai Catinari, incompleta desde 1641.

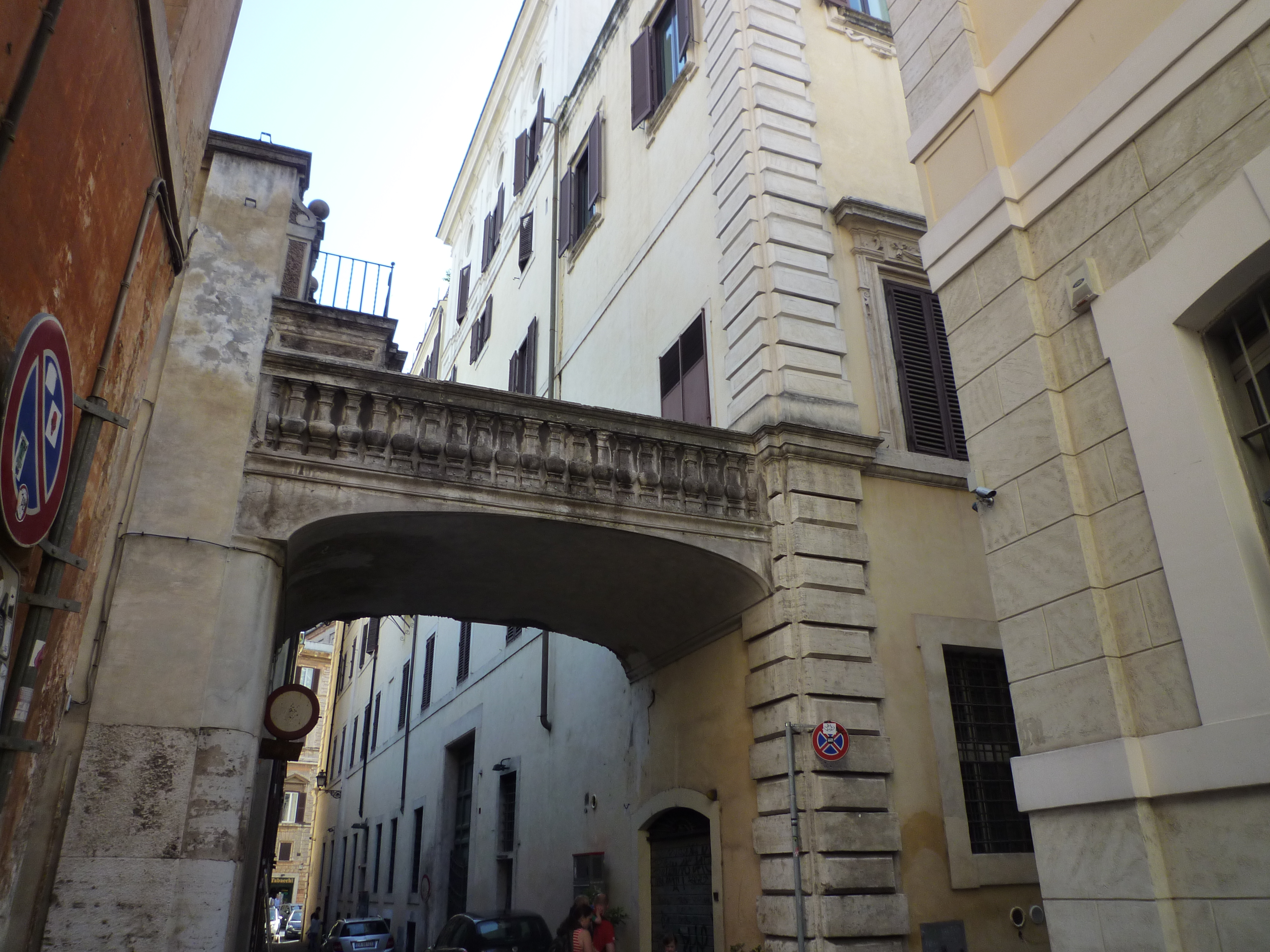
Arco sobre a Via dei Catinari.

Nas salas do piso nobre, na segunda metade do século XVIII, a sala de estar mais elitista da época foi, sem dúvida, a de Giuliana Falconieri, princesa de Santacroce e esposa do príncipe Antonio, frequentada por cardeais e diplomatas de toda a Europa. No final do século XIX, o palácio foi sede da embaixada da França à Santa Sé. A partir de 1904, a propriedade passou para o conde Guido Pasolini dall'Onda, que passou a receber eminentes modernistas, como Fogazzaro, até o movimento ser condenado pela igreja em 1907. Depois disto, o palácio foi subdividido em várias unidades imobiliárias independentes, entre as quais a sede da escola de aperfeiçoamento em Estudos Europeus da Faculdade de Economia e Comércio da Universidade La Sapienza.

## Descrição

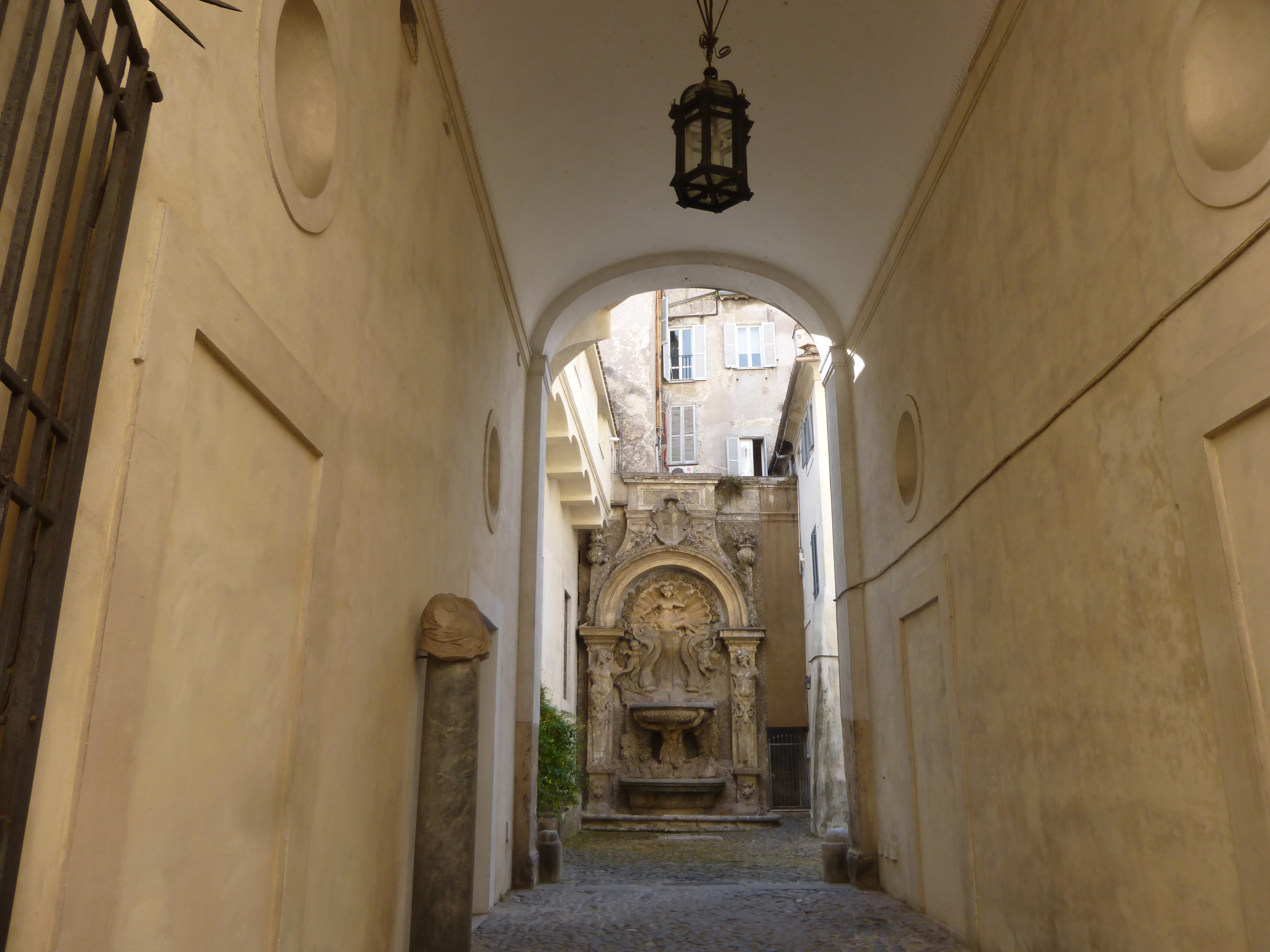
"Vênus" de Santacroce.

As fachadas foram todas restauradas no século XIX, mantendo, porém, sua característica barroca nos quatro pisos, o segundo dos quais é um mezzanino, com janelas com arquitraves no primeiro e quarto, emolduradas no mezzanino e, no terceiro, decoradas com festões de frutas em estuque. O portal que se abre para o largo à frente da igreja de San Carlo ai Catinari ostenta o brasão dos Santacroce e dos Sforza Cesarini, uma lembrança da condessa Santafiora, casada com um representante da família. A porção do edifício no Vicolo dei Catinari foi construída como uma espécie de dependência, depois utilizada como estábulo (tanto que o vicolo também já teve o nome de Vicolo delle Stalle) e está ligada ao complexo por um arco: ali funcionou, do início do século XIX até 1850, funcionou um teatro privado com o nome de San Carlo.
Do portal no vicolo se chega a um pátio onde está situada uma bela fonte atribuída a Francesco Peparelli ou a Alessio De Rossi. Num arco se destaca uma Vênus surgindo de uma pequena concha sustentada por golfinhos e putti alados. No tímpano, sustentado por pilastras dóricas com telamões, está o brasão cardinalício dos Santacroce. Sob ela está uma taça oval sustentanda por um telamão, na imagem de um cálice, do qual se lançam jorros de água que caem primeiro numa bacia mais alta e depois num tanque semicircular no nível do chão. O outro pátio, maior, ao qual se chega a partir do portal na Via dei Giubbonari, antigamente repleto de fragmentos arquitetônicos da época romana, a maioria proveniente do templo atribuído a Netuno adjacente à igreja de Santa Maria in Monticelli, entre os quais o famoso "Altar de Domício Enobarbo", uma obra escultórica do final do período romano, cujas quatro lápides estão parte no Louvre, em Paris, e parte no museu de Mônaco.
O brasão do final do século XIX no portal principal relembra uma das mais belas e influentes mulheres de sua época, a condessa Vincenza di Santa Fiora, cujo nome de solteira era Santacroce, que, acredita-se era amante do rei Umberto I da Itália, que era casado com a rainha Margarida, também muito influente. Notáveis são também os afrescos das salas, como os da galeria, realizados em 1640, obra de Giovanni Batista Ruggeri, e o salão de frente para a Via degli Specchi, que conta com afrescos com cenas bíblicas de Giovanni Francesco Grimaldi. 